# Na rozkaz serca
Na rozkaz serca − amerykański kryminał z 1992 roku oparty na faktach.

## Główne role
- Val Kilmer − Ray Levoi
- Sam Shepard − Frank Coutelle
- Graham Greene − Walter Crow Horse
- Fred Ward − Jack Milton
- Fred Thompson − William Dawes
- Sheila Tousey − Maggie Eagle Bear
- Ted Thin Elk − Dziadek Sam Reaches
- John Trudell − Jimmy Looks Twice
- Julius Drum − Richard Yellow Hawk
- Sarah Brave − Maisy Blue Legs
- Allan R.J. Joseph − Leo Fast Elk
- Sylvan Pumpkin Seed − Hobart
- Patrick Massett − Agent Mackey

## Fabuła
Lata 70. W rezerwacie Indian w Dakocie Południowej dochodzi do serii morderstw. Śledztwo w tej sprawie prowadzi FBI, ale mają problem w zdobyciu informacji od Indian. O pomoc zostaje poproszony Ray Levoi, niezbyt doświadczony agent FBI z pochodzenia Sioux. Odrzucając taktykę zastraszania mieszkańców coraz bardziej zbliża się do swoich korzeni. Odkrywa też, że FBI nie zależy na rozwiązaniu sprawy i ukrywają obciążające dowody...